# Ramzan Achmadov
Ramzan Adlanovič Achmadov (in russo Рамзан Адланович Ахмадов?; Urus-Martan, 4 febbraio 1970 – Starye-Atagi, 10 febbraio 2001) era un generale ceceno che combatté contro la Russia come comandante del fronte occidentale dell'esercito della Repubblica cecena di Ichkeria.

## Biografia
Membro di una famiglia numerosa e influente, era un nemico inapplicabile della Russia che ha combattuto con successo contro l'esercito russo per sette anni. Morì per le gravi ferite subite in battaglia con le unità d'élite dell'esercito russo il 10 febbraio 2001.